# Crocidura longipes
Crocidura longipes is een zoogdier uit de familie van de spitsmuizen (Soricidae). De wetenschappelijke naam van de soort werd voor het eerst geldig gepubliceerd door Hutterer & Happold in 1983.

## Voorkomen
De soort komt voor in Nigeria.